# Mahwa
Mahwa (Mahuwa, Mahwah) è una suddivisione dell'India, classificata come census town, di 19.558 abitanti, situata nel distretto di Dausa, nello stato federato del Rajasthan. In base al numero di abitanti la città rientra nella classe IV (da 10.000 a 19.999 persone).

## Geografia fisica
La città è situata a 27° 3' 0 N e 76° 55' 60 E e ha un'altitudine di 231 m s.l.m..

## Società

### Evoluzione demografica
Al censimento del 2001 la popolazione di Mahwa assommava a 19.558 persone, delle quali 10.340 maschi e 9.218 femmine. I bambini di età inferiore o uguale ai sei anni assommavano a 3.814, dei quali 1.999 maschi e 1.815 femmine. Infine, coloro che erano in grado di saper almeno leggere e scrivere erano 11.769, dei quali 7.396 maschi e 4.373 femmine.